# Javier Mirón
Javier Mirón (Ibi, 13 de diciembre de 1999) es un deportista español que compite en atletismo, especialista en las carreras de mediofondo.
Ganó una medalla de bronce en el Festival Olímpico de la Juventud Europea de 2015, en la prueba de 800 m. Además, disputó el Campeonato Europeo de Atletismo en Pista Cubierta de 2023.
Fue campeón de España sub-23 de los 800 m al aire libre en 2020 y 2021 y en pista cubierta en 2020.